# Paweł Grąbczewski
Paweł Leon Maciej Grąbczewski herbu Nałęcz (ur. 1778 w Rutkach Borzymskich, zm. 16 marca 1842 w Warszawie) – powstaniec listopadowy, poseł na Sejm.

## Życiorys
Syn Wojciecha Grąbczewskiego i Katarzyny Grabowskiej herbu Oksza. Dwukrotnie żonaty: z Joanną Dębską herbu Prawdzic i Krystyną Fink. Dziedzic Kroczewa, Przewodowa, Porzowa, Kleszewa i Zeńboka. Został posłem na Sejm Królestwa Polskiego z powiatu pułtuskiego (województwo płockie). Uczestniczył w posiedzeniu Sejmu w 1831 r., na którym jednogłośnie uchwalono detronizację cara. W czasie powstania pełnił urząd Intendenta Głównego Wojska. Odznaczony orderami Virtutti Militari i św. Stanisława oraz Gwiazdą Wytrwałości. Pełnił też urząd sędziego pokoju. Zmarł bezpotomnie w Warszawie. Pochowany w kaplicy rodowej przy kościele św. Rocha w Przewodowie.